# إليزابيث ويذرز
إليزابيث ويذرز (بالإنجليزية: Elisabeth Withers)‏ هي مغنية أمريكية، ولدت في 1975 في جوليت في الولايات المتحدة.

## وصلات خارجية
- إليزابيث ويذرز على موقع ميوزك برينز (الإنجليزية)
- إليزابيث ويذرز على موقع قاعدة بيانات برودواي على الإنترنت (الإنجليزية)
- إليزابيث ويذرز على موقع أول ميوزيك (الإنجليزية)